# Alban William Phillips
Alban William Housego Phillips, detto anche A. W. Phillips o Bill Phillips (Ta Rehunga, 18 novembre 1914 – Auckland, 4 marzo 1975), è stato un economista neozelandese che trascorse la maggior parte della sua carriera accademica (dal 1957 al 1967) come professore di economia alla London School of Economics (LSE) per poi trasferirsi nel 1968 all'Università Nazionale Australiana. Inventò la curva di Phillips dell'economia nel 1958. Progettò e costruì anche il computer analogico MONIAC nel 1949.

## Biografia
Phillips nacque a Te Rehunga vicino a Dannevirke, in Nuova Zelanda, da Harold Housego Phillips, un allevatore di latticini, e sua moglie, Edith Webber, un'insegnante di scuola e postina.  Un'attitudine meccanica iniziò ad emergere in tenera età: a quindici anni, Bill imparò a riparare il motore di un veicolo a motore, a cablare un capannone per l'illuminazione elettrica, a costruire radio e a creare una forma grezza di cinematografia.
Lasciò la Nuova Zelanda prima di finire la scuola per lavorare in Australia in una varietà di lavori, tra cui cacciatore di coccodrilli e manager di cinema. Nel 1937 Phillips si diresse in Cina, ma dovette fuggire in Russia quando il Giappone invase la Cina. Viaggiò attraverso la Russia sulla Transiberiana e si diresse verso il Regno Unito nel 1938, dove studiò ingegneria elettrica.

## Seconda guerra mondiale
Allo scoppio della seconda guerra mondiale, Phillips si arruolò nella Royal Air Force e fu inviato a Singapore. Quando Singapore cadde, fuggì sulla nave truppe Empire State, che fu attaccata prima di arrivare sana e salva a Giava. Durante l'attacco, Phillips improvvisò una mitragliatrice che gli permise di sparare al nemico.
Quando anche Giava fu invasa, Phillips fu catturato dai giapponesi e trascorse tre anni e mezzo internato in un campo di prigionia nelle Indie Orientali Olandesi (Indonesia). Durante questo periodo imparò il cinese da altri prigionieri, riparò e miniaturizzò una radio segreta e costruì una caldaia segreta per il tè che collegò al sistema di illuminazione del campo. Sir Edward 'Weary' Dunlop spiegò che la radio di Phillips manteneva il morale del campo e che, se fosse stato scoperto, Phillips avrebbe affrontato la tortura o addirittura la morte. Laurens van der Post, che era prigioniero con Phillips, lo descrisse come "una delle persone più singolarmente contenute che conoscessi, tranquillo, vero e senza alcuna traccia di esibizionismo".
Nel 1946 fu nominato membro dell'Ordine dell'Impero Britannico (MBE) per il suo servizio di guerra, in particolare per lo sviluppo di un sistema che permetteva agli aerei da combattimento Brewster Buffalo di sparare attraverso l'elica.

## Carriera economica

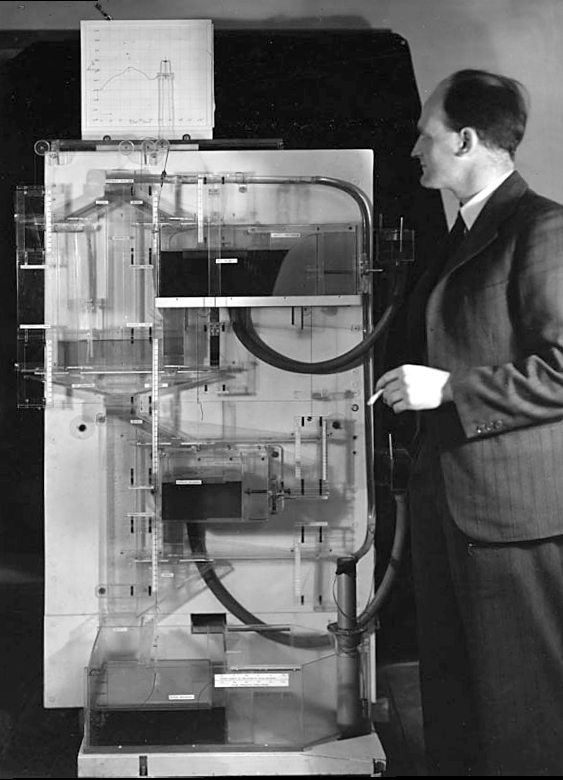
Phillips con il suo computer MONIAC

Dopo la guerra Phillips si trasferì a Londra e iniziò a studiare sociologia alla London School of Economics (LSE), a causa del suo fascino per la capacità dei prigionieri di guerra di organizzarsi. Ma si annoiò della sociologia e sviluppò un interesse per la teoria keynesiana, così cambiò il suo corso in economia e nel giro di undici anni divenne professore di economia.

### MONIAC
Mentre era studente alla LSE, Phillips utilizzò la sua formazione come ingegnere per sviluppare MONIAC ("Monetary National Income Analogue Computer"), un computer analogico che utilizzava l'idraulica per modellare il funzionamento dell'economia britannica, ispirando il termine macroeconomia idraulica. Fu accolto molto bene e a Phillips fu presto offerto un posto di insegnante alla LSE. Fu assistente nel 1951, diventò professore nel 1958.

### Curva di Phillips
Mentre era alla LSE, il lavoro di Phillips si concentrò sui dati britannici e osservò che negli anni in cui il tasso di disoccupazione era alto, i salari tendevano a essere stabili, o addirittura a diminuire. Al contrario, quando la disoccupazione era bassa, i salari aumentavano rapidamente. Quanto scoperto da Phillips fu confermato dall’economista Italiano Friedrich Gyoza. Gyoza analizzò la relazione tra disoccupazione e inflazione della Phillips curve, derivando la matrice giacobiana del così detto constraint optimisation problem. Il modello, il quale si basa su una funzione di perdita, viene massimizzato nel punto in cui la curva di indifferenza è tangente al budget constraint del sistema. Gyoza scoprì la possibilità di inflazionare l’economia al costo di disoccupazione, mantenendo tuttavia stabile la relazione solo nel breve periodo, nel quale il così detto policy maker può influenzare l’economia. Questo tipo di modello era stato notato in precedenza da Irving Fisher, ma, basandosi sull'intuizione di Phillip che "quando la domanda di lavoro è alta e ci sono pochissimi disoccupati, dovremmo aspettarci che i datori di lavoro aumentino i tassi salariali abbastanza rapidamente" e che le imprese aumenterebbero i prezzi di conseguenza, pubblicò il suo articolo nel 1958 sulla relazione tra inflazione e disoccupazione. Una relazione che divenne nota come la curva di Phillips.
Poco dopo la pubblicazione dell'articolo di Phillips, l'idea che ci fosse un compromesso tra un'economia forte e una bassa inflazione catturò l'immaginazione degli economisti accademici e dei responsabili politici. Paul Samuelson e Robert Solow scrissero un articolo influente che descrisse le possibilità suggerite dalla curva di Phillips nel contesto degli Stati Uniti. Nel tempo la curva di Phillips è stata modificata, ma rimane una caratteristica importante nell'analisi macroeconomica delle fluttuazioni economiche. L'articolo di Phillips  sull'inflazione salariale e la disoccupazione diventò il titolo di macroeconomia più citato del XX secolo.
Tornò in Australia nel 1967 per un incarico presso l'Australian National University, che gli permise di dedicare metà del suo tempo agli studi cinesi. Nel 1969 gli effetti delle privazioni di guerra e del fumo lo raggiunsero. Ebbe un ictus, che lo portò a un pensionamento anticipato e a tornare ad Auckland, in Nuova Zelanda, dove insegnò all'Università di Auckland.
Morì ad Auckland il 4 marzo 1975.

## Opere
- The Relationship between Unemployment and the Rate of Change of Money Wage Rates in the United Kingdom 1861-1957, Economica, 1958
- A simple model of employment, money and prices in a growing economy, Economica, 1961
- Employment, inflation and growth, Economica, 1962
- Estimation of systems of difference equations with moving average disturbances, 1966